# ماری بولین
ماری بولین (به انگلیسی: Mary Boleyn) یا بانو ماری (متولد ۱۴۹۹ یا ۱۵۰۰ - درگذشت ۱۹ ژوئیه ۱۵۴۳) خواهر آن بولین همسر پادشاه و شهبانوی انگلستان بود. خانواده آن‌ها از نفوذ چشمگیری در دوران سلطنت هنری هشتم برخوردار بودند.
ماری برای مدت نامشخصی یکی از معشوقه‌های هنری هشتم بود. شایعه شده‌است که وی دو فرزند پادشاه را به دنیا آورده‌است، هرچند هنری هیچ‌یک از آنها را تصدیق نکرد. همچنین شایعه شده‌است که ماری معشوقه فرانسوای اول، رقیب پادشاه هنری، برای دوره‌ای بین سال‌های ۱۵۱۵ و ۱۵۱۹ بود.
مری بولین دو بار ازدواج کرد: در سال ۱۵۲۰ با ویلیام کری، و دوباره، به‌طور پنهانی، در سال ۱۵۳۴، با ویلیام استافورد، یک سرباز از یک خانواده خوب اما با چشم‌انداز کم. این ازدواج پنهانی با مردی که پایینتر از طبقه او قرار داشت، هم پادشاه هنری هشتم و خواهرش ملکه آن را عصبانی کرد و منجر به اخراج مری از دربار سلطنتی شد. وی هفت سال پس از آن درحالی که باقیماندهٔ زندگی خود را در گمنامی گذرانده بود درگذشت.